# Умершие в августе 1942 года
Это список известных людей, соответствующих установленным критериям значимости (см. Википедия:Критерии значимости персоналий), умерших в августе 1942 года.
Причина смерти указывается лишь в исключительных случаях (убийство, самоубийство, гибель в результате военных действий, смертная казнь, ДТП или несчастные случаи). В остальных случаях — не указывается.

## 1 августа
- Зельпин, Герберт (40) — немецкий кинорежиссёр и сценарист. Повесился в полицейском управлении на Александерплац.
- Собашек, Алексей — блаженный Римско-Католической Церкви, священник. Погиб в Дахау
- Хорошхин, Борис Владимирович (50) — контр-адмирал Военно-морского флота СССР, участник Гражданской и Великой Отечественной войн, командир Днепровской военной флотилии (1920—1922), командир Ладожской военной флотилии (1941), заместитель командира Волжской военной флотилии (1942). Погиб на подорвавшемся на мине корабле.

## 2 августа
- Биркер, Роберт (57) — немецкий велогонщик.
- Люич, Живко (18) — югославский партизан, участник Народно-освободительной войны Югославии, Народный герой Югославии (посмертно). погиб в бою с усташами.
- Мариненко, Татьяна Савельевна (22) — советская партизанка, разведчица и связная партизанской бригады, Герой Советского Союза (посмертно). Расстреляна немецкими оккупантами.
- Иван Пидтыкан (24) — старший лейтенант Рабоче-крестьянской Красной Армии, участник Великой Отечественной войны, Герой Советского Союза.
- Яукович, Лазарь — югославский инженер, один из разработчиков моста Джурджевича, партизан Народно-освободительной войны Югославии. Расстрелян итальянскими оккупантами.

## 3 августа
- Вильштеттер, Рихард Мартин (69) — немецкий химик-органик еврейского происхождения. Лауреат Нобелевской премии по химии за 1915 год. Умер в эмиграции в Швейцарии.
- Лисицына, Анна Михайловна (20) — партизанка, связная Центрального Комитета Коммунистической партии Карело-Финской Советской Социалистической Республики. Герой Советского Союза (посмертно). Погибла при выполнении боевого задания.
- Шварц, Рафаэль — российский и французский художник и скульптор еврейского происхождения. Повесился перед арестом в оккупированном нацистами Париже.

## 4 августа
- Кривош-Неманич, Владимир Иванович — российский и советский ученый, профессор, филолог, полиглот, криптограф, стенограф, лингвист, переводчик. Умер в эвакуации в Уфе
- Кшиштофик, Генрик (34) — блаженный Римско-Католической Церкви, священник, монах из францисканского ордена капуцинов, мученик. Погиб в Дахау
- Лофф, Джинетт (35) — американская актриса и певица. Умерла от травления аммиаком.
- Франкетти, Альберто (81) — итальянский композитор

## 5 августа
- Брейси, Сидни (62),австралийский и американский киноактёр.
- Михайлов, Фёдор Михайлович участник Великой Отечественной войны, организатор и руководитель межрайонной Славутской подпольной организации. Герой Советского Союза (посмертно). Казнён немецкими оккупантами.
- Хольм, Корфиц (69) — немецкий писатель, издатель и переводчик.

## 6 августа
- Вейсброд, Борис Соломонович (67) — хирург, член научно-технической секции Государственного учёного совета при Наркомпросе. Умер от аппендицита.
- Вильчинская, Стефания (род. в 1886) — польская педагог и воспитательница, соратница Януша Корчака. Погибла в газовой камере Треблинки
- Кастальди, Альфонсо (66) — румынский и итальянский композитор, дирижёр, педагог и художник-пейзажист
- Януш Корчак (64) — польский педагог, писатель, врач и общественный деятель еврейского происхождения; погиб в газовой камере вместе с еврейскими детьми из основанного им «Дома сирот».
- Костковский, Бронислав (27) — блаженный Римско-Католической Церкви, семинарист, мученик, покровитель Слупска. Погиб в Дахау
- Тулебердиев, Чолпонбай (20) — красноармеец, Герой Советского Союза (посмертно). Закрыл своим телом амбразуру дзота.

## 7 августа
- Аверин, Дмитрий Васильевич — советский военный деятель, комбриг, командир. 196-1 и 199-й стрелковыми дивизиями. Погиб в бою.
- Барсуков, Иван Михайлович — участник Великой Отечественной войны, политрук роты 1254-го стрелкового полка 378-й стрелковой дивизии, 59-й армии Волховского фронта. В бою закрыл своим телом амбразуру пулемёта.
- Дульный, Тадеуш (27) — блаженный Римско-Католической Церкви, семинарист, мученик. Погиб в Дахау.
- Землянский, Владимир Васильевич (35) — майор Рабоче-крестьянской Красной Армии, участник Великой Отечественной войны, командир 622-го штурмового авиаполка 228-й штурмовой авиадивизии 8-й воздушной армии. Герой Советского Союза (посмертно), направил горящую машину на скопление немецкой боевой техники, погибнув при взрыве.

## 8 августа
- Абрамашвили, Николай Георгиевич (24) — летчик 273-го истребительного авиационного полка 268-й истребительной авиационной дивизии 8-й воздушной армии Сталинградского фронта, капитан. Герой России (посмертно). Погиб в бою.
- Иван Куштин (26) — Герой Советского Союза.

## 9 августа
- Остерманн, Макс-Гельмут (24) — немецкий воздушный ас Второй мировой войны, обер-лейтенант. Погиб в бою на советско-германском фронте.
- Передерий, Степан Дмитриевич — — кубанский казак, шофёр 1195-го артиллерийского полка, красноармеец. Во время Великой Отечественной войны в одиночку в течение трёх часов сдерживал наступление немцев на северо-западной окраине Краснодара.
- Стацевич, Георгий Михайлович — советский партийный деятель. Репрессирован. Умер в советском лагере, реабилитирован посмертно.
- Штайн, Эдит (50) — немецкий философ, католическая святая, монахиня-кармелитка. Погибла в Освенциме как еврейка.

## 10 августа
- Борисов, Михаил Алексеевич (лётчик) (24) — советский военный лётчик, младший лейтенант, участник Великой Отечественной войны, командир звена 62-го истребительного авиаполка ВВС Черноморского флота, Герой Советского Союза (посмертно). Погиб в бою.
- Волынкин, Василий Дмитриевич (29) — капитан Рабоче-крестьянской Красной Армии, участник Хасанских боёв и Великой Отечественной войны, Герой Советского Союза (посмертно). Погиб в бою.
- Гжимала, Эдвард (35) — блаженный Римско-Католической Церкви, священник, мученик, погиб в Дахау
- Деткенс, Эдвард (56) — блаженный Римско-Католической Церкви, священник, мученик, погиб в Дахау
- Мышков, Константин Романович — советский военачальник, генерал-лейтенант артиллерии (1940), заместитель начальника Главного артиллерийского управления. Погиб на фронте Великой Отечественной войны.
- Покровский, Михаил Михайлович (73) — российский филолог-классик, лингвист. Профессор Московского университета (с 1899), академик Академии наук СССР, умер в эвакуации в Казани.

## 11 августа
- Швантес, Гюнтер (60) — немецкий военный деятель, генерал-лейтенант. Участник первой и второй мировых войн. Руководитель Абвера в 1927—1930 годах.
- Шпильрейн-Шефтель, Сабина Николаевна (56) — российский и советский психоаналитик, педагог, расстреляна немецкими оккупантами как еврейка.

## 12 августа
- Авдеев, Александр Фёдорович (26) — советский лётчик, Герой Советского Союза (посмертно), заместитель командира эскадрильи 153-го истребительного авиационного полка, капитан. Погиб в бою.
- Амато, Паскуале (64) — итальянский певец, солист «Метрополитен-опера»
- Стемпняк, Флориан — блаженный Римско-Католической Церкви, монах, мученик. Погиб в Дахау
- Страшевский, Иосиф (57) — блаженный Римско-Католической Церкви, священник, мученик. Умер в Дахау

## 13 августа
- Арбузов, Георгий Николаевич — участник партизанского движения в Великой Отечественной войне, командир 2-й партизанской бригады, Калининского партизанского корпуса, погиб в бою.
- Докутович, Тимофей Адамович — белорусский партизан и подпольщик. Погиб в бою.
- Куэста, Хорхе (38) — — мексиканский поэт, эссеист, литературный критик, переводчик. Покончил жизнь самоубийством.
- Порываева, Мария Григорьевна (19) — — советская партизанка-герой, казнена немецкими оккупантами.
- Романов, Нит Степанович — историк, библиограф, библиофил, летописец Иркутска, мемуарист.
- Томазини, Силвира (28) — югославская словенская школьная учительница, партизанка времён Народно-освободительной войны Югославии, Народный герой Югославии (посмертно). Замучена немецкими оккупантами.

## 14 августа
- Гершензон, Михаил Абрамович (42) — русский советский писатель и переводчик. Тяжело ранен в бою и вскоре умер в госпитале.
- Ковшова, Наталья Венедиктовна (21) — Герой Советского Союза (посмертно), снайпер во время Великой Отечественной войны. Погибла в бою.
- Поливанова, Мария Семёновна (19) — снайпер 528-го стрелкового полка 130-й стрелковой дивизии 1-й Ударной армии Северо-Западного фронта, Герой Советского Союза (посмертно). Погибла в бою.
- Тань Юйлин — наложница Пу И, императора Маньчжоу-го.
- Троицкий, Алексей Алексеевич (76) — 14 августа 1942, Ленинград) — шахматист (шахматный композитор), основоположник художественного шахматного этюда, заслуженный деятель искусств РСФСР (1928), первый мастер спорта СССР по шахматной композиции (1934). Умер в блокадном Ленинграде.

## 15 августа
- Абросимов, Дмитрий Сергеевич (33) — командир подводной лодки «С-4».
- Гебелев, Михаил Львович (36) — один из руководителей коммунистического подполья в городе Минске в период немецкой оккупации Белоруссии во время Второй мировой войны. руководитель подполья в минском гетто. Арестован и казнён нацистами.
- Игорь Панганис — Герой Советского Союза.
- Шарфе, Пауль (65) — обергруппенфюрер СС и генерал войск СС, руководитель Главного судебного управления СС (1933—1942)

## 16 августа
- Грейнц, Рудольф (76) — австрийский писатель и поэт, автор стихотворения о крейсере «Варяг».
- Николенко, Степан Михайлович (36) — участник советско-финской войны 1939—1940 года, участник Великой Отечественной войны, начальник разведотдела 8-го танкового корпуса, Герой Советского Союза. Погиб в бою.

## 17 августа
- Ауэрбах, Герман (40) — польский математик еврейского происхождения, один из видных представителей Львовской математической школы. Самоубийство перед отправкой в лагерь смерти.
- Ковров, Степан Гурьевич — участник Великой Отечественной войны, снайпер и разведчик.
- Кочетков, Василий Дмитриевич — гвардии младший лейтенант, кавалер ордена Ленина, участник Сталинградской битвы.
- Немировская, Ирина Львовна — французская писательница. Умерла в немецком концлагере.

## 18 августа
- Гутченко, Пётр Лавреньевич — участник Великой Отечественной войны, заместитель политрука 93-го стрелкового полка 76-й стрелковой дивизии 21-й армии Сталинградского фронта, политрук. Закрыл своим телом амбразуру пулемёта.
- Покальчук, Александр Антонович —  участник Великой Отечественной войны, младший лейтенант 93-го стрелкового полка 76-й стрелковой дивизии 21-й армии Сталинградского фронта, командир взвода. Закрыл своим телом амбразуру пулемёта.
- Шульгоф, Эрвин (48) — чешский композитор и пианист еврейского происхождения. Умер в нацистском концентрационном лагере.

## 19 августа
- Бенишу-Абулькер, Берта (56) — французская и алжирская писательница, поэтесса, драматург.
- Корнеева, Ольга Константиновна — юная герой-пионер.

## 20 августа
- Зернер, Вальтер (53) — австрийский писатель-авангардист еврейского происхождения. Погиб в Малом Тростенце
- Мончковский, Владислав (31) — блаженный Римско-Католической Церкви, священник, мученик. Погиб в Дахау
- Хорти, Иштван (37) — военный и государственный деятель Венгрии. Старший лейтенант авиации. Сын диктатора Миклоша Хорти. Погиб в авиакатастрофе.
- Шоб, Франц (65) — немецкий невролог и психиатр.
- Шпильман, Рудольф (59) — австрийский шахматист еврейского происхождения, один из сильнейших мировых шахматистов начала 20 в. Умер в нищете в эмиграции в Швеции.

## 21 августа
- Бурцев, Владимир Львович (79) — русский публицист и издатель. Умер от заражения крови в Париже.
- Земболь, Брунон (36) — блаженный Римско-Католической Церкви. Погиб в Дахау
- Иславин, Михаил Владимирович (78) — русский государственный деятель, последний Новгородский губернатор (1913—1917) Умер в Русском доме в Сент-Женевьев-де-Буа.
- Кончар, Драгица (27) — югославская партизанка, участница Народно-освободительной войны, Народный герой Югославии (посмертно). Убита усташами.
- Кузнецов, Александр Александрович (26) — Герой Советского Союза.
- Хвастанцев, Михаил Поликарпович (22) — Герой Советского Союза.

## 22 августа
- Дахтера, Францишек (31) — блаженный Римско-Католической Церкви, священник, мученик. Погиб в Дахау
- Фокин, Михаил Михайлович (62) — русский солист балета, русский и американский хореограф, считающийся основателем современного классического романтического балета. Умер в Нью-Йорке.

## 23 августа
- Артамонов, Виктор Алексеевич (68) — российский военачальник, генерал-майор.
- Головня, Никита Семёнович — герой Великой Отечественной войны, заместитель командира взвода, гвардии старший сержант. Погиб в бою закрыв своим телом амбразуру вражеского дзота.
- Жаврук, Алесь (32) — белорусский советский поэт.
- Сизов, Василий Филиппович (27) — старший лейтенант Рабоче-крестьянской Красной Армии, участник Великой Отечественной войны, Герой Советского Союза.
- Тараник, Алексей Михайлович (15) — юный герой-пионер.

## 24 августа
- Абба, Сильвано (31) — итальянский пятиборец, бронзовый призёр летних Олимпийских игр 1936 года, участник Второй мировой войны. Погиб в бою у хутора Избушенский.
- Войцеховский, Ярогнев (19) — блаженный Римско-католической церкви, мирянин, мученик. Казнён немецкими оккупантами.
- Казьмерский, Эдвард (22) блаженный Римско-Католической Церкви, мученик. Казнён немецкими оккупантами.
- Клиник, Эдвард (23) — блаженный Римско-Католической Церкви, мирянин, мученик. Казнён немецкими оккупантами.
- Талицкий, Михаил Васильевич — советский археолог, первооткрыватель стоянки имени М. В. Талицкого. Участник Великой Отечественной войны. Погиб на фронте.

## 25 августа
- Бенда, Кароль (49) — польский актёр, сценарист и режиссёр. Умер на сцене от заболевания сердца.
- Георг, герцог Кентский (39) — член королевской семьи Великобритании, герцог Кентский (c 1934). Погиб в авиакатастрофе.
- Семёнов, Павел Афанасьевич (29) — советский танкист, Герой Советского Союза (1938). Участник Великой Отечественной войны. Умер в госпитале от ран, полученных в бою.
- Зимин, Сергей Иванович (67) — русский театральный деятель, меценат, основатель частного театра «Опера С. Зимина».
- Шмидт, Николай Рейнгольдович (35) — советский радиолюбитель, радиоинженер, работник органов связи. Расстрелян по приговору советского суда. Реабилитирован посмертно.
- Хираока Садатаро (79) — — японский государственный деятель. Губернатор префектуры Карафуто (южный Сахалин) (1908—1915)

## 27 августа
- Новик, Константин Игнатьевич (53) — генерал-майор Рабоче-крестьянской Красной Армии.
- Нуссимбаум, Лео (36) — немецкий писатель, журналист и мистификатор. Погиб в немецком концлагере.
- Проскурякова, Екатерина Фёдоровна (68) — советский библиотековед.
- Холли, Джордж (56) — английский футболист, атакующий полузащитник, нападающий. Играл за «Сандерленд», «Брайтон» и сборную Англии. Становился чемпионом Англии в 1913 году и лучшим бомбардиром Первого дивизиона в сезоне 1911/12.

## 28 августа
- Артур Николайер (80) — немецкий терапевт, открывший бактерию Clostridium tetani — возбудитель столбняка
- Истомин, Константин Николаевич (55)) — советский художник и педагог.
- Пайтеров, Григорий Иванович — советский партийный деятель, партизан Великой Отечественной войны. Организатор партизанского движения в Смоленской области. Погиб в бою.
- Штанько, Аркадий Михайлович (16) — юный партизан. Погиб в бою.

## 29 августа
- Боушка, Сигизмунд (75) — чешский католический священник, переводчик, писатель, поэт, литературный критик.
- Енджеевский, Доминик (56) — блаженный Римско-Католической Церкви, священник, мученик. Погиб в Дахау.
- Николаев, Данаил Цонев (89) — болгарский военный деятель, военный министр (1886—1887, 1907—1911).
- Покровский, Александр Александрович (63) — российский библиотековед, библиограф, организатор крупных книгохранилищ.
- Шимковяк, Мария Сантия (32) — блаженная Римско-Католической Церкви, монахиня. Умерла от туберкулёза.

## 30 августа
- Мигель Уайт (32) — филиппинский легкоатлет, бронзовый призёр Летних Олимпийских игр 1936 года в беге на 400 метров с барьерами. Участник Второй мировой войны. Погиб на фронте.
- Шершер, Леонид Рафаилович — советский поэт, участник Великой Отечественной войны. Погиб в авиационной катастрофе

## 31 августа
- Бисмарк, Георг фон (51) — немецкий военачальник, генерал-лейтенант вермахта, командующий танковыми дивизиями во время Второй мировой войны. Кавалер Рыцарского креста Железного креста. Погиб под миномётным огнём неподалёку от Эль-Аламейна
- Ухтомский, Алексей Алексеевич (67) — российский и советский физиолог, создатель учения о доминанте; академик АН СССР (1935). Умер в блокадном Ленинграде.
- Юшунев, Николай Лукич (46) — чувашский государственный деятель, председатель ЦИК Чувашской АССР (1927—1929). Участник Великой Отечественной войны. Погиб в бою под Сталинградом.
- Ягелло, Иван Дионисиевич (77) — российский полковник.